# 弗洛斯马提广场

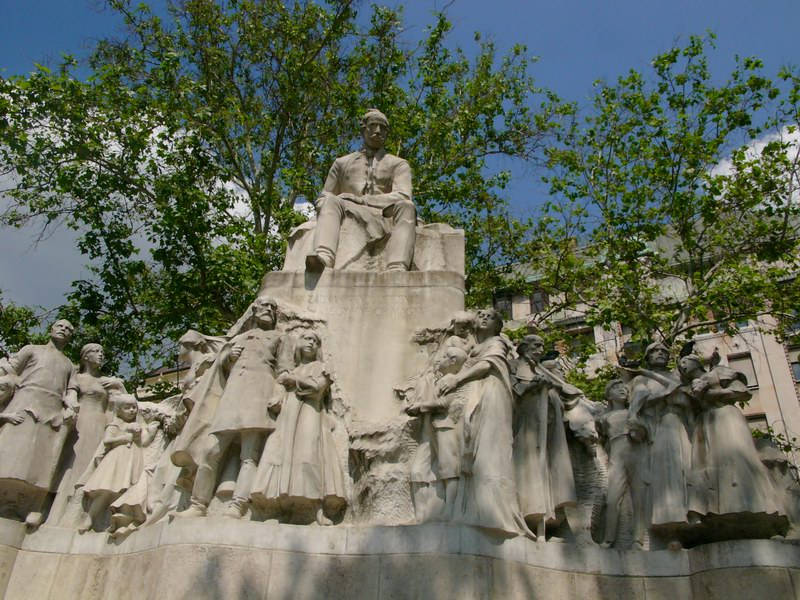
弗洛斯马提雕像

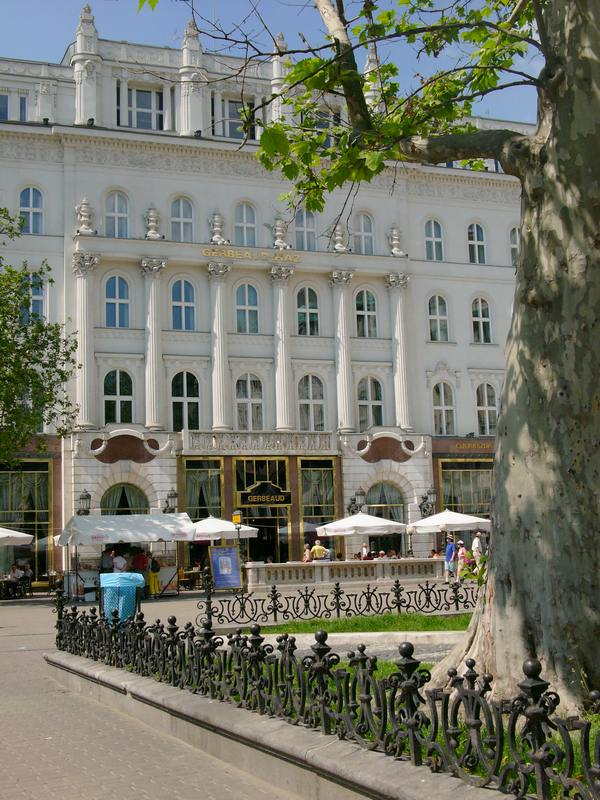
Gerbeaud 咖啡馆

弗洛斯马提广场（Vörösmarty tér）是匈牙利首都布达佩斯市中心的一个小型然而颇为热闹的广场，位于瓦茨街的北端。
在广场中心，面向西是诗人弗洛斯马提（Mihály Vörösmarty）的大型雕塑，人们往往会聚集在其基座上。雕像后面是一个围栏包围的小公园和一个喷泉，两旁是石狮。
在广场的北端，是著名的Gerbeaud 咖啡馆，和通往布达佩斯地铁古老的黄线（M1）的南端总站弗洛斯马提广场站的台阶。
这个广场周围环绕着昂贵的咖啡馆和餐馆，主要面向游客。其他租户包括Ibusz和俄羅斯航空办事处，以及英国大使馆。
广场的正式名称为吉泽拉广场（Gizella tér）。
47°29′47.74″N 19°3′2.40″E / 47.4965944°N 19.0506667°E